# Championnat du monde des voitures de sport 1959
1958 1960
Le Championnat du monde des voitures de sport 1959 est la 7e saison du Championnat du monde des voitures de sport (WSC) FIA. Il est réservé aux voitures de sport qui vont courir à travers le monde dans des courses d'endurance. Il s'est couru du 21 mars 1959 au 5 septembre 1959, comprenant cinq courses.

## Calendrier
| Manche | Course                          | Circuit                       | Participants | Date          |
| ------ | ------------------------------- | ----------------------------- | ------------ | ------------- |
| 1      | 12 Heures de Sebring            | Sebring International Raceway | 65           | 21 mars       |
| 2      | Targa Florio                    | Palerme                       | 52           | 24 mai        |
| 3      | 1 000 kilomètres du Nürburgring | Nürburgring                   | 68           | 7 juin        |
| 4      | 24 Heures du Mans               | Le Mans                       | 53           | 20 au 21 juin |
| 5      | RAC Tourist Trophy              | Circuit de Goodwood           | 30           | 5 septembre   |

## Résultats de la saison

### Attribution des points
Les points sont distribués aux six premiers de chaque course dans l'ordre de 8-6-4-3-2-1.
Les constructeurs ne reçoivent les points que de leur voiture la mieux classée, les autres voitures du même constructeur ne marquant aucun point.

### Courses
| Manche | Circuit     | Équipe vainqueur                                   | Résultats |
| Manche | Circuit     | Pilote vainqueur                                   | Résultats |
| ------ | ----------- | -------------------------------------------------- | --------- |
| 1      | Sebring     | #7 Scuderia Ferrari                                | Résultats |
| 1      | Sebring     | Dan Gurney Chuck Daigh Phil Hill Olivier Gendebien | Résultats |
| 2      | Palermo     | #112 Porsche KG                                    | Résultats |
| 2      | Palermo     | Edgar Barth Wolfgang Seidel                        | Résultats |
| 3      | Nürburgring | #1 David Brown                                     | Résultats |
| 3      | Nürburgring | Stirling Moss Jack Fairman                         | Résultats |
| 4      | Le Mans     | #5 David Brown                                     | Résultats |
| 4      | Le Mans     | Carroll Shelby Roy Salvadori                       | Résultats |
| 5      | Goodwood    | #2 David Brown                                     | Résultats |
| 5      | Goodwood    | Carroll Shelby Jack Fairman Stirling Moss          | Résultats |

### Championnat du monde des constructeurs
Seuls les trois meilleurs résultats des cinq courses sont pris en compte dans le classement. Les autres points ne sont pas comptabilisés et sont indiqués en italique.
| Pos | Constructeur | SEB | TAR | NÜR | LMS | RTT | Total |
| --- | ------------ | --- | --- | --- | --- | --- | ----- |
| 1   | Aston Martin |     |     | 8   | 8   | 8   | 24    |
| 2†  | Ferrari      | 8   |     | 6   | 4   | 4   | 18    |
| 3†  | Porsche      | 4   | 8   | 3   |     | 6   | 18    |
| 4   | Maserati     |     | 2   |     |     |     | 2     |
| 5=  | Alfa Romeo   |     | 1   |     |     |     | 1     |
| 5=  | Lola         |     |     |     |     | 1   | 1     |

† - À égalité de points, Ferrari est déclaré second avec une victoire et une seconde place, comme Porsche, mais avec deux troisième places, contre seulement une pour Porsche.